# Danmarks runeindskrifter 1
DR 1 är en vikingatida (efter-Jelling) runsten av röd granit i Haddeby 1, Wedelspang, Selk, Kreis Schleswig-Flensburg.

## Inskriften
Translitterering av runraden:
§A × þurlfr| × |risþi × stin × þonsi × ¶ × himþigi × suins × eftiʀ × ¶ erik × filaga × sin × ias × uarþ 
§B : tauþr × þo × trekiaʀ ¶ satu × um × haiþa×bu ¶ × i͡a͡n : h͡a͡n : u͡a͡s : s͡t͡u͡r͡i:m͡a͡t͡r : t͡r͡e͡g͡ʀ × ¶ × harþa : kuþr ×
Normalisering till rundanska:
§A Þorulfʀ resþi sten þænsi, hemþægi Swens, æftiʀ Erik, felaga sin, æs warþ 
§B døþr, þa drængiaʀ satu um Heþaby; æn han was styrimannr, drængʀ harþa goþr.
Översättning till nusvenska:
Torulf reste denna sten, Svens hirdman, efter Erik, sin kamrat, som dog då drängar belägrade Hedeby, och han var styrman, en mycket god dräng.